# X-2心神验证机
心神是由日本防衛省防衛裝備廳技術研究本部（以下簡稱TRDI）與三菱重工共同聯合開發來作為匿蹤型戰鬥機的研發計劃專案的通稱；正式名稱為「先進技術驗證機」（ATD-X：Advanced Technological Demonstrator-X），代號X-2；但心神這個稱呼因使用頗長一段時間，目前仍有媒體繼續以這個名字稱呼X-2。X-2實驗機開發與製造超過9成零件為日本國產。相關合作廠商有220間。

## 開發研製
當前，未來戰機主流已經是具備匿蹤外型及高機動性的第五代戰鬥機，且未來進入網狀化作戰時代，除了外型及飛行表現外電子系統的完整程度將左右戰機的能力。日本在採購F-35戰鬥機前，已經長時間倚靠國內技術摸索研究隱形戰機的周邊技術細節，但技術最終需要空中平台來驗證，並將實驗結果反饋給研發單位讓後續計畫打下基礎。X-2實驗機便是日本打造的隱形技術相關技術實證平台。
由於重點在驗證，X-2實驗機的尺寸從初期便不打算作大，且機上設備操作壽命也只有數百小時，飛機並不具備實戰所需的火控系統及武裝掛載能力，也沒有計劃將這架飛機量產。
在ATD-X的驗證項目中，匿蹤性及高機動性在以往被認為是背道而馳的設計，但有F-22的成功範例，已被證實是完全可行的。可以讓「瓦片式相位陣列雷達天線」沿著機身覆蓋並把機身傳感器開口降到8個的「智慧蒙皮」以及多功能射頻傳感器的實用化，也是本次計劃中積極取得的技術焦點。同時，這架驗證機的已投入使用，在航空自衛隊對應匿蹤機的雷達防空網使用上也起了相當重要的地位，自行實驗各種戰術的可行性，能在防衛上取得巨大的優勢。
在技術研究本部中，以負責航空機開發的第三開發室在2000年到2008年來進行高機動性與匿蹤性的系統整合和飛行控制的研究，而在「高機動性能與飛行控制系統的研究試作」計劃中也和三菱重工一起設計了同時兼具兩者的機體，能夠實現一般戰鬥機不可能的飛行動作，以及在失速領域也能控制的技術，通稱「IFPC」（飛行控制與發動機的系統進行整合，詳情請見F-15 S/MTD）
2006年度，由於智慧蒙皮實用所必須的機體輕量化，更為輕量、高強度的新複合材料在機體上的應用企劃「智慧蒙皮機體構造的研製」也開始了。
預定在2010年開始這個項目的實際測試，並於2011年完成驗證。
同時，作為研究RCS（雷達反射截面積）的一環，和實機有著同樣大小的RCS驗證模型也由三菱重工製作完成，在2005年送往法國的武器裝備局轄下之電波暗室(雷達反射截面積實驗室)進行了雷達反射特性的重要實驗。這個實驗用模型的照片，在TRDI的網頁及許多航空雜誌中皆有披露。同年的11月9日、10日在東京都內，平成18年度的研究會召開，在該研究會中也展示了1/32的心神模型。
在對媒體的曝光中，首先是在2007年2月號的《航空迷》（航空ファン）雜誌中有「心神」的特別報導，接著2007年8月11日的中日新聞晨報也在頭版刊載了心神的消息。
電視方面，中日在8月24號也獨家公開了擁有機體、發動機、推力偏向裝置的縮比模型。
2006年春天，約五分之一大小的無人機（推測為強化碳纖維複合材質製成、全長約3m、全幅約2m、重約45kg）的初次飛行也開始了。
這個機體總共製造了四架，其中2007年9月11號的實驗在記者的面前公開進行。本實驗在北海道大樹町的多目的航空公園到11月為止進行了40次，其包含了遠距離遙控以及自律飛行的實作驗證研究。
其中操控性技術的部份展現了兩翼襟翼完全相反，但是操作員依然能夠操控飛機的水準，傳統飛機在這種情況幾乎肯定會失速。
而這些研究結果也會在TRDI分析後應用在心神的身上。
日本首架國產隱形戰機X2「心神」，2016年4月22日上午終於從愛知縣的小牧基地起飛，首度試飛了30分鐘後，降落岐阜縣各務原市的航空自衛隊基地。

## 首飛計劃
原型機的製造從2010年開始，預定於2014年首飛。因此防衛省在2007年8月10日提出從2008年開始後5年左右達到首飛的計劃書，並向國會要求157億日圓的開發預算。同年12月5日開發計劃通過，開發時間從平成20年（2008年）開始，包含飛行試驗預定6年，6年預算總額466億日圓，預計2014年首次飛行。於2008年1月進行預算審核時僅通過70億400萬日圓，只有開發預算的一半以下，但在2010年又再次遞交232億的預算申請書。2014年7月，TRDI第一次正式公佈了ATD-X原型機的的照片，並表示這架飛機正在接受地面試驗，預計將在2018年研製成功。
2016年1月28日下午,“心神”在名古屋的三菱重工名航小牧南工厂举行發表会，正式向媒体公开，并定名为X-2。 發表会上同时宣布， “心神”战機首次试飛时间终于被确定为2016年2月下旬，最後延遲到4月22日，試飛成功。

## 機體

### 概要
ATD-X的架構大體上為雙發動機、向量噴嘴、雙垂直尾翼的機體。為了降低雷達反射截面積，機體形狀使用了不平整的表面以及帶有圓角的設計。
為了降低開發成本，全尺寸模型機使用了一些現成品，例如駕駛艙的部份挪用三菱F-1戰鬥機的原件材料，這在匿蹤性上屬於不利的設計，在實機上可能會進行改良，如縮比無人試驗模型即為重新設計的外觀。
機體的預定尺寸上，比起F-22小了許多（F-22的全長為18.92M，而ATD-X約為14M），空重約13噸。機體的材質使用了新設計的複合材料，搭配上同時兼具匿蹤性和機動性的「高機動飛行制御系統」。為了實現高運動性控制，飛行控制系統採用了光纖式線傳飛控，此技術在川崎重工的P-X也有使用。
航電系統方面，最大的亮點為採用了整合高性能主動相控陣雷達，電子戰系統以及高流量通訊能力的多功能射頻傳感器，且利用了智慧蒙皮技術在機身上附著了瓦片式相控陣雷達天線。
發動機的部份，搭載了兩部新開發的驗證用發動機XF5-1（在開啟後燃器後推力約5噸），此發動機的噴嘴和傳統的管狀噴嘴截然不同，全尺寸模型機上則使用了和X-31類似的燃氣舵向量噴嘴以達到高機動性的目的，但在實機上則可能使用類似MiG-29OVT的軸向量噴嘴。
至於匿蹤性方面，測試結果為在雷達畫面上約在中型鳥類以下，飛蟲以上。
但在製造實機前，各項改進的研究及實驗也在進行著，最後的結果也有較全尺寸模型機理想許多的可能性。

### 航電系統
為了對應日漸複雜的戰場，能對各種層次威脅進行對應的戰鬥能力是必須的。對雷達以及紅外線傳感器性能的要求當然也跟著提高。
但由於機體的大小以及電源、冷卻能力有限，傳統上戰機的訊號處理能力被這些因素限制著。相較於傳統戰機，屬於第五代戰機的F-35以及F-22使用了整合化、模組化的系統來應對。日本方面也為了解決這些問題，各種研究以及試驗正如火如荼的進行著。
ATD-X所預定搭載的航電，使用了TRDI以及和主契約商三菱電機在2002年展開「未來航空電子系統研究及試作」的成果。其試作、試驗從2005年開始，預定在2010年完成整項計劃。
在《世界艦船》（『世界の艦船』）雜誌在2007年5月號的「航空裝備研究所」中批露了這個航空電子系統，其中包含了能對戰術環境進行評估的高性能主控電腦的照片，此電腦將成為心神各式航電的母體。另外，和F-35相同，也採用了大型的液晶顯示器。也許是可能會採用頭盔顯示器的關係，本系統並沒有配備抬頭顯示器。

### 武器系統
作為一型技術試驗機，X-2“心神”沒有配備武器掛架和武器彈倉

### 發動機

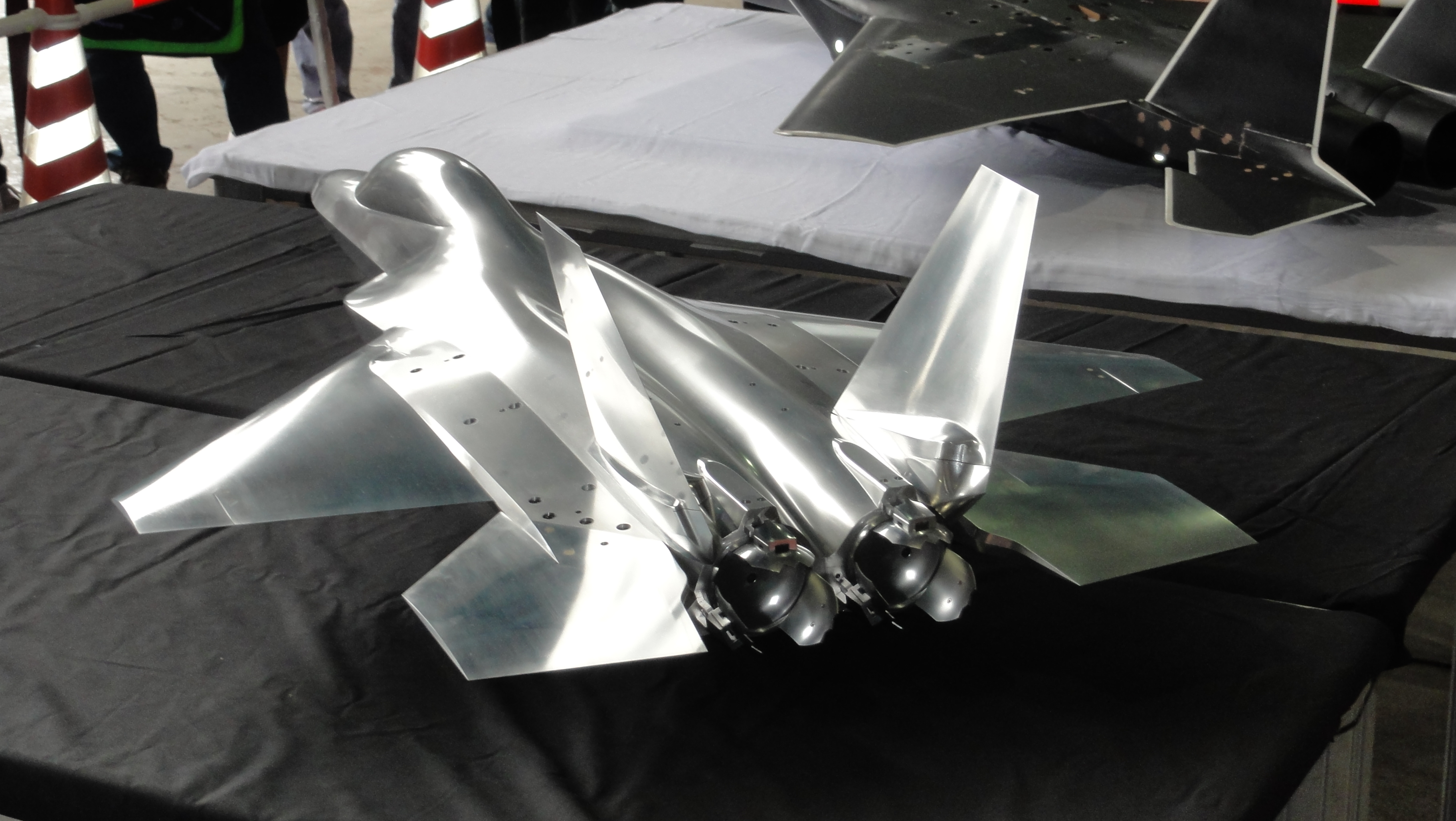
三片式的向量噴嘴

搭載的發動機為TRDI和IHI開發的驗證用XF5-1渦輪扇發動機，備有後燃器，設計目標為推重比8，配備兩具开後燃器的時候能達到10噸的推力。
XF5-1定位在於集合現有的技術來作為國產發動機的開發平台，IHI以T-4教練機使用F3渦輪扇發動機的設計經驗作為開發基礎，在1995年度到1999年度得到了五次，總額約147億日圓的預算進行新發動機開發。在預算的規劃時程中，IHI在1996至2000年間完成了發動機的研究與試製工作，於1997年開始以實品進行測試，並在IHI的社內展開研究直到2008年結束。至於TRDI，自1998年6月取得第一具XF5-1實驗品，在2001年3月一共取得了4組，到2007年為止進行了各種相關試驗。
目前外界所知，雖然XF5-1目前並未有實機配置，但是設計有部分沿用到了次期固定翼巡邏機P-X的發動機XF7-10中。
除了引擎主體外，XF5-1安裝了向量噴嘴，而向量噴嘴的設計與控制技術則是三菱重工執行開發。根據「高機動性能飛行控制系統」的成果設計，能在正常戰鬥機會失速的情況下也能進行控制，並確實達到相當高的機動性能，XF5-1目前採用了類似X-31的燃氣舵設計。如果開發順利的話，在2009年度後會進行配備軸向量噴嘴的必須研究。
試作品在2003年製作完成，並在2007年3月9日完成了審查，其成果交給了TRDI進行了分析。同年秋天，在浜松基地的航空自衛隊第1術科學校也進行了試驗。同時也開始了改善發動機本身匿蹤性以及雷達特性的開發、試驗也在進行中。
2011年，IHI XF5-1航空用發動機不含三片式的向量噴嘴，直徑0.6m，長度3m，自重650kg，推重比7.8，最大推進力5,050kgf。比較TFE1042-70(F125發動機)
直徑0.59m，長度3.5m，自重616kg，推重比7，最大推進力4,300kgf。

## 參數
此數據為根據全尺寸模型機推論出的數值。
- 全長：14.174m
- 全幅：9.099m
- 全高：4.514m
- 空重：9.7公噸
- 發動機：IHI XF5-1（開啟後燃器後的推進力約為5噸）×2（推測數值）

## 外部連結
- ATD-X Full size model Technical Research and Development Institute Ministry of Defense
- Research of Flight Control System for High Maneuver Aircraft （页面存档备份，存于） Mitsubishi
- Full size model on display in Japan International Aerospace Exhibition 2008 （页面存档备份，存于） ASCII.jp
- 央視-日本心神解密 （页面存档备份，存于）